# Мусін-Пушкін Олександр Олексійович
Олекса́ндр Олексі́йович Му́сін-Пу́шкін (1855—1918) — попечитель Одеської та Петербурзької учбових округ, сенатор (1913), гофмейстер.

## Біографія
Син петербурзького повітового голови дворянства, гофмаршала графа Олексія Івановича Мусіна-Пушкіна (1825—1879) від шлюбу зі статс-дамою, графинею Любов'ю Олександрівною Кушелєвою-Безбородко (1833—1913), дочкою О. Г. Кушелєва-Безбородко. 
Закінчив Санкт-Петербурзьку 3-ю гімназію (1875) та історико-філологічний факультет Санкт-Петербурзького університету зі ступенем кандидата (1879). 
З березня 1880 року був почесним попечителем Історико-філологічного інституту князя Безбородко у Ніжині. 
З 4 березня 1882 року став помічником секретаря наукового комітету Міністерства народної освіти, потім - окружним інспектором Петербурзької учбової округи. З 1 січня 1889 року — в чині колезького радника. 
У 1890—1899 роках — помічник попечителя Київського учбового округу, отримав звання камергера; з 29 листопада 1899 року — член Ради міністра народної освіти. З 1 січня 1893 року — статський радник; 1 січня 1901 отримав звання дійсного статського радника. 
У період 1906—1907 років граф Мусін-Пушкін був попечителем Одеської учбової округи; у розпал революційного руху на півдні Росії він витримав атаку захоплених політикою професорів та відновив нормальний хід навчальних занять. 
У 1907 році був призначений почесним опікуном Санкт-Петербурзької Опікунської ради відомства установ імператриці Марії. 
У 1908—1913 роках — попечитель Петербурзького навчального округу. У 1911 році отримав звання гофмейстера. 
О. О. Мусін-Пушкін є автором ряду робіт у галузі педагогіки: «Чем должна быть наша среднеобразовательная школа» (СПб, 1902), «О необходимости национального направления нашей школы» (Петроград, 1915), «Образовательная школа в России и ее значение» (Петроград, 1915) та ін. 
21 січня 1913 року призначений сенатором, присутнім у Департаменті герольдії Урядового Сенату. Був обраний почесним громадянином посаду Малої Вішери Новгородської губернії. У його володінні було три будинки у Санкт-Петербурзі, дача біля Санкт-Петербурга і понад 80 тисяч десятин землі в Ярославській, Орловській, Херсонській, Чернігівській та Полтавській губерніях. 
Помер у 1918 році в Києві, де і похований. 

## Сім'я
Був одружений з княгинею Марією Миколаївною Долгоруковою. Їхні діти: 
- Олексій (1888—1914), підпоручик, убитий в Першу світову війну .
- Микола (1892—1967), штабс-ротмістр Кавалергардського полку. Дивом уникнув розстрілу в Києві в січні 1918 року[2]. Емігрував до США.
- Любов (1885—1946), одружена з П. В. Кочубеєм (1880—1918). Емігрувала до Бельгії.
- Марія (1887—?), одружена з князем М. С. Гагаріним
- Ірина (1895—?), одружена з Н. В. Кочубеєм

## Нагороди
- Орден Святої Анни 2-й ст. (1892);
- Орден Святого Володимира 4-го ступеня. (1896);
- Орден Святого Володимира] 3-й ст. (1903);
- Орден Святого Станіслава 1-й ст. (1906);
- Орден Святої Анни 1-го ступеня. (1909);
- Орден Білого Орла .

- медаль «В пам'ять царювання імператора Олександра III»
- медаль «В пам'ять 300-річчя царювання дому Романових»

Іноземні: 
- бельгійський Орден Леопольда I, командорський хрест (1903).

## Твори
- Высшие учебные заведения с интернатами в Германии и Франции. — Санкт-Петербург, 1882.
- Эразм Роттердамский как сатирик и значение его сатиры для современного ему общества. — Санкт-Петербург, 1886.
- Народное образование в Италии. — Санкт-Петербург, 1890.
- Конгресс по среднему образованию в Брюсселе в сентябре 1901 года. — Санкт-Петербург, 1902.
- О Нежинском историко-филологическом институте князя Безбородко. — Киев, 1902.
- Подготовка учителей новых языков в Германии, Австрии, Франции и Швейцарии. — Санкт-Петербург, 1902.
- Чем должна быть наша среднеобразовательная школа. — Санкт-Петербург, 1902.
- К вопросу о реформе нашей средней школы. — Санкт-Петербург, 1904.
- Сборник статей по вопросам школьного образования на Западе и в России. Том 1. [Архівовано 4 травня 2017 у Wayback Machine.] — Санкт-Петербург, 1912.
- Сборник статей по вопросам школьного образования на Западе и в России. Том 2. [Архівовано 4 травня 2017 у Wayback Machine.] — Санкт-Петербург, 1912.
- К вопросу о взаимных отношениях семьи и школы в педагогической литературе и школьной практике у нас и на Западе. — Санкт-Петербург, 1914.
- Некоторые общие соображения по вопросу о задачах низшего, среднего и высшего образования. — Санкт-Петербург, 1914.
- О необходимости национального направления нашей школы. — Петроград, 1915.
- К вопросу об университетском преподавании. — Петроград, 1915.
- Среднеобразовательная школа в России и ее значение. — Петроград, 1915.
- Н. И. Пирогов, как педагог. — Петроград, 1917.